# Сюртсхедлир

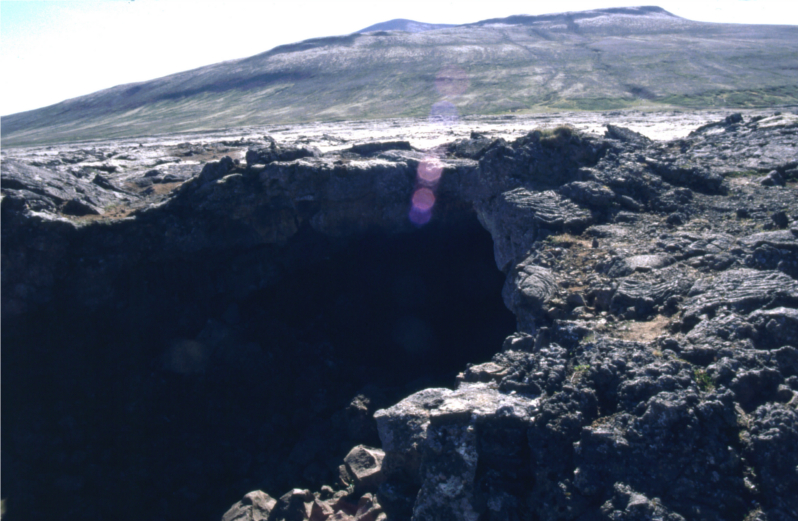
Вход в Сюртсхедлир на лавовом поле Хадльмюндархрёйн

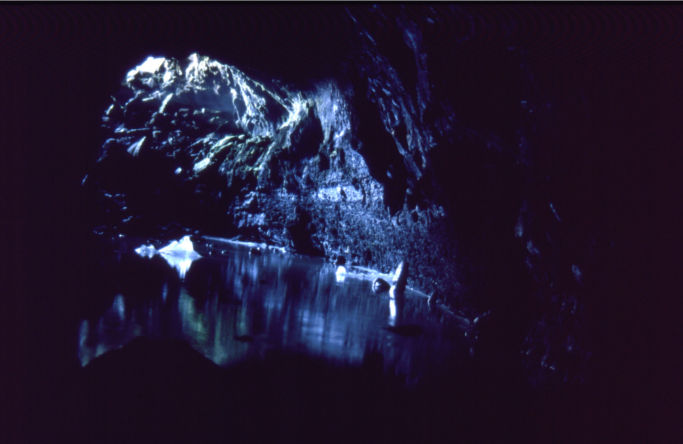
Вход в пещеру, вид изнутри

Сюртсхедлир (исл. Surtshellir) — лавовая пещера, расположенная в западной части Исландии, примерно в 60 км от города Боргарнес. Достигая мили в длину, является самой длинной из подобных пещер Исландии. Первое подробное описание пещеры дал Эггерт Оулафссон во время путешествия по данной местности в 1750-х гг. Названа пещера в честь огненного великана Сурта, владыки Муспельхейма.
Пещера имеет вулканическое происхождение, внутренние стены сложены остекленевшими слоями магмы и базальта. Наибольшая высота свода равна 10 м, ширина туннелей достигает 15 м. Пол пещеры покрыт листами льда и фрагментами затвердевшей лавы; большое количество натечных образований. Высота свода меняется на протяжении пещеры, составляя на дальнем её краю 2-4 м.
В X веке пещера служила убежищем для изгнанников и преступников, которые угоняли домашний скот у фермеров и пастухов. Доказательствами прежней населенности служили кости употребленных в пищу овец и быков, обнаруженные в некоторых туннелях. Один из туннелей был снабжен дверью, созданной руками человека.
Пещера долгое время была источником суеверий для населявших близлежащие окрестности исландцев. Эггерта Оулафссона предупреждали о привидениях, обитавших в пещере. Говорили, что в пещере раньше жил сам Сурт.
Сюртсхедлир находится неподалеку от другой лавовой пещеры, Стефаунсхедлир.